# Perruel
Perruel ist eine französische Gemeinde mit 466 Einwohnern (Stand 1. Januar 2022) im Département Eure in der Region Normandie (vor 2016 Haute-Normandie). Sie gehört zum Arrondissement Les Andelys und zum Kanton Romilly-sur-Andelle. Die Einwohner werden Perrueliens genannt.

## Geographie
Perruel liegt etwa 27 Kilometer östlich von Rouen. Umgeben wird Perruel von den Nachbargemeinden Saint-Denis-le-Thiboult im Nordwesten und Norden, Vascœuil im Norden und Nordosten, Les Hogues im Osten, Perriers-sur-Andelle im Süden, Letteguives im Südwesten sowie Auzouville-sur-Ry im Westen.

## Bevölkerungsentwicklung
| Jahr                       | 1962 | 1968 | 1975 | 1982 | 1990 | 1999 | 2006 | 2019 |
| Einwohner                  | 354  | 310  | 333  | 372  | 355  | 401  | 439  | 465  |
| Quellen: Cassini und INSEE |      |      |      |      |      |      |      |      |

## Sehenswürdigkeiten
- Kirche Sainte-Geneviève aus dem 16. Jahrhundert, Umbauten aus dem 19. Jahrhundert
- altes Prämonstratenser-Kloster L'Isle-Dieu, 1187 erbaut
- Schloss aus dem 18. Jahrhundert
- Schloss Les Cables aus dem 18. Jahrhundert
- Schloss La Filature, um 1850 erbaut

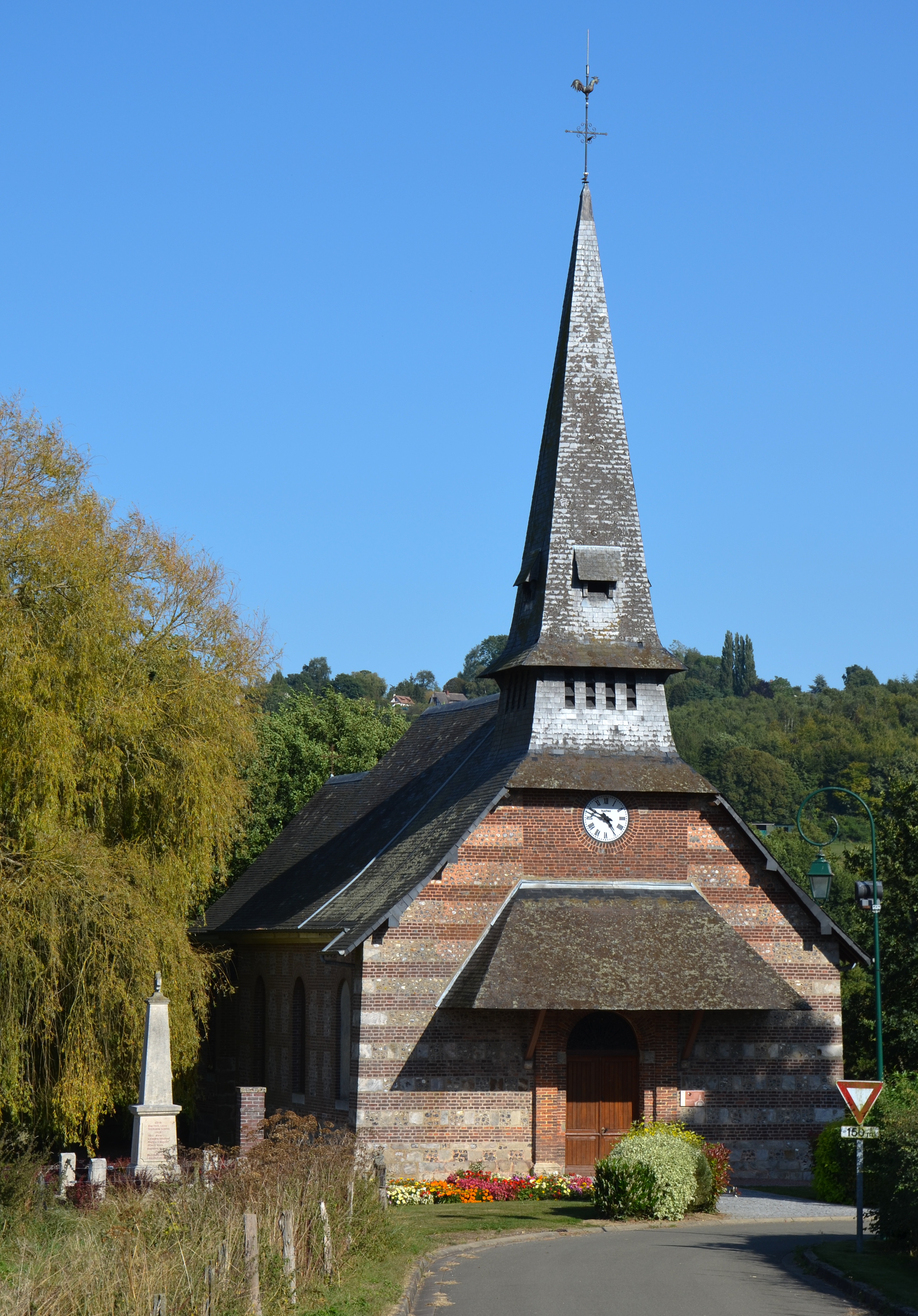
Kirche Sainte-Geneviève
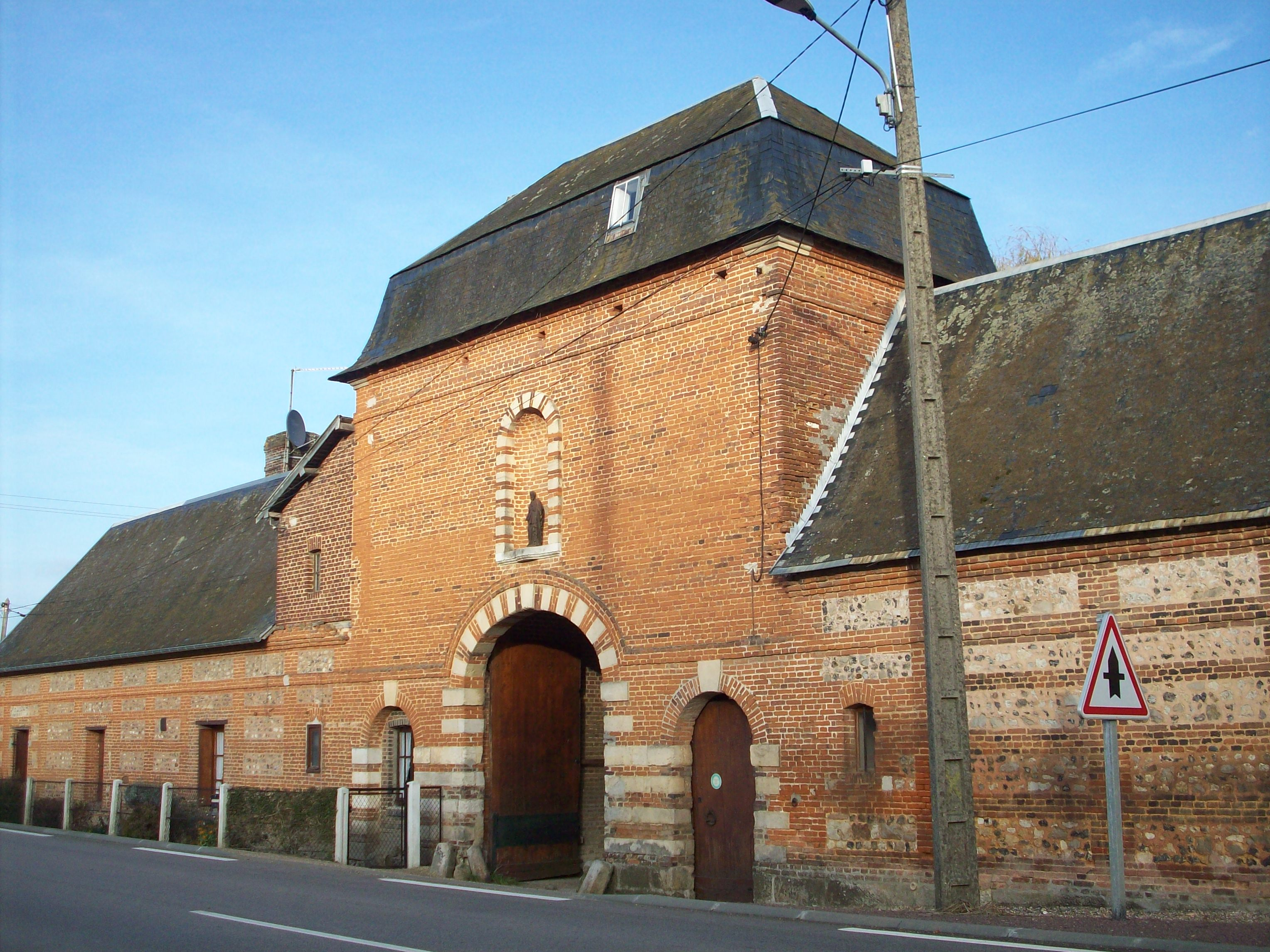
Tor zum früheren Kloster L'Isle-Dieu